# Antarctica: A Year on Ice
Antártida: A Year on Ice es el primer largometraje del cineasta neozelandés Anthony B. Powell. Este documental se desarrolla en la Antártida, específicamente en la región de la Isla de Ross, que alberga dos bases de investigación: la Estación McMurdo de los Estados Unidos y la Base Scott de Nueva Zelanda.
Narra la experiencia de un año de una persona dedicada a trabajar y a vivir en estas estaciones remotas, la temporada de verano (de octubre a febrero) cuando el sol brilla las 24 horas del día y el invierno largo y oscuro (de febrero a octubre) donde el sol se pone durante cuatro largos meses y la oscuridad envuelve el ambiente. La película se centra en los trabajadores de todos los días que mantienen las estaciones y el equipo en funcionamiento para que los científicos puedan completar su trabajo. Los entrevistados incluyen un piloto de helicóptero, un bombero, un despachador de la estación de bomberos, un cocinero, un mecánico, un tendero, un almacenista, un administrador y un gerente de operaciones.
El uso extensivo de la fotografía de lapso de tiempo se usa para documentar las estaciones cambiantes y los paisajes antárticos. Powell tuvo que inventar muchos de sus propios sistemas de cámaras para sobrevivir a las condiciones extremas del profundo invierno antártico.
El trabajo anterior de Powell incluye imágenes para Discovery Channel y National Geographic, además de aparecer en el reconocido documental Frozen Planet de la BBC.
La película también aborda temas como el Síndrome T3, un término que describe lo que le sucede a las personas durante el invierno, cuando la hormona T3 en el cerebro se reasigna a los músculos del cuerpo en un esfuerzo por protegerlo del frío extremo. La película también describe cómo la comunidad trabaja y tiene sus propias celebraciones, como la fiesta anual de Año Nuevo "Ice Stock". La postproducción de la película se completó en Park Road Post Production en Wellington, Nueva Zelanda. El documental ganó muchos premios, incluyendo el de "mejor película documental" en el festival de cine de Calgary.